# Afroscoparia australis
Afroscoparia australis is een vlinder uit de familie grasmotten (Crambidae). De wetenschappelijke naam van deze soort is voor het eerst geldig gepubliceerd in 2003 door Nuss.
De soort komt voor in tropisch Afrika.